# Maciej Skawiński
Maciej Skawiński (ur. 1973) – polski fotoreporter.

## Życiorys
Specjalizuje się w fotoreportażu, którego uczył się od brytyjskiego fotoedytora Colina Jacobsona. Fotografował w Afganistanie, Iranie, Pakistanie, Rosji, Kazachstanie, Uzbekistanie, Rumunii, Czechach, Tadżykistanie, Republice Południowej Afryki, Brazylii, na Białorusi, Litwie, Ukrainie, Węgrzech, Słowacji, ale wiele zdjęć zrobił w Polsce.
Pracował w „Rzeczpospolitej”, „Gazecie Wyborczej”, agencji Reporter i Forum. Jego zdjęcia publikowała prasa zagraniczna: „Die Zeit”, „die tageszeitung”, „Politiken”, a w Polsce: „Tygodnik Powszechny”, „Polityka”, „Wprost”, „Newsweek Polska”, „Przekrój”, oraz „Foto Pozytyw” i „Fototapeta”.

## Ważniejsze nagrody
- III nagroda na World Press Photo 1998 za zdjęcia z powodzi.
- Konkurs Polskiej Fotografii:
  - II nagroda w kategorii „Ludzie” w 1993 roku
  - I nagroda w kategorii „Wydarzenia” w 1997 roku.
  - I nagroda w kategorii „Wydarzenia” w 1998 roku za fotoreportaż „Powódź polska”
  - I nagroda w kategorii „Sport” za reportaż „Młodzi piłkarze”
  - nagroda specjalna Agencji FPA za fotoreportaż „Studniówka” (1999)
  - zdjęcie roku 1999
- Grand Prix European Pressphoto Agency 1999
- nagroda agencji Reuters za najlepsze Front Page Picture.

Wykłada w Warszawskiej Szkole Fotografii i Uniwersytecie SWPS, współtwórca projektu Dziennikarze Wędrowni.